# In Too Deep (canção de Tijana Bogićević)
In Too Deep é uma canção da cantora Tijana Bogićević. Ela irá representar a Sérvia no Festival Eurovisão da Canção 2017.